# 傑克·洛普雷斯蒂
傑克·洛普雷斯蒂（英語：Jack Lopresti，1959年2月23日—）是一位英格蘭政治人物，他的黨籍是保守黨。自2010年開始，他擔任菲爾頓和布拉德利斯托克選區選出的英國下議院議員。他曾在英國軍隊服役。